# Ludvika kapell

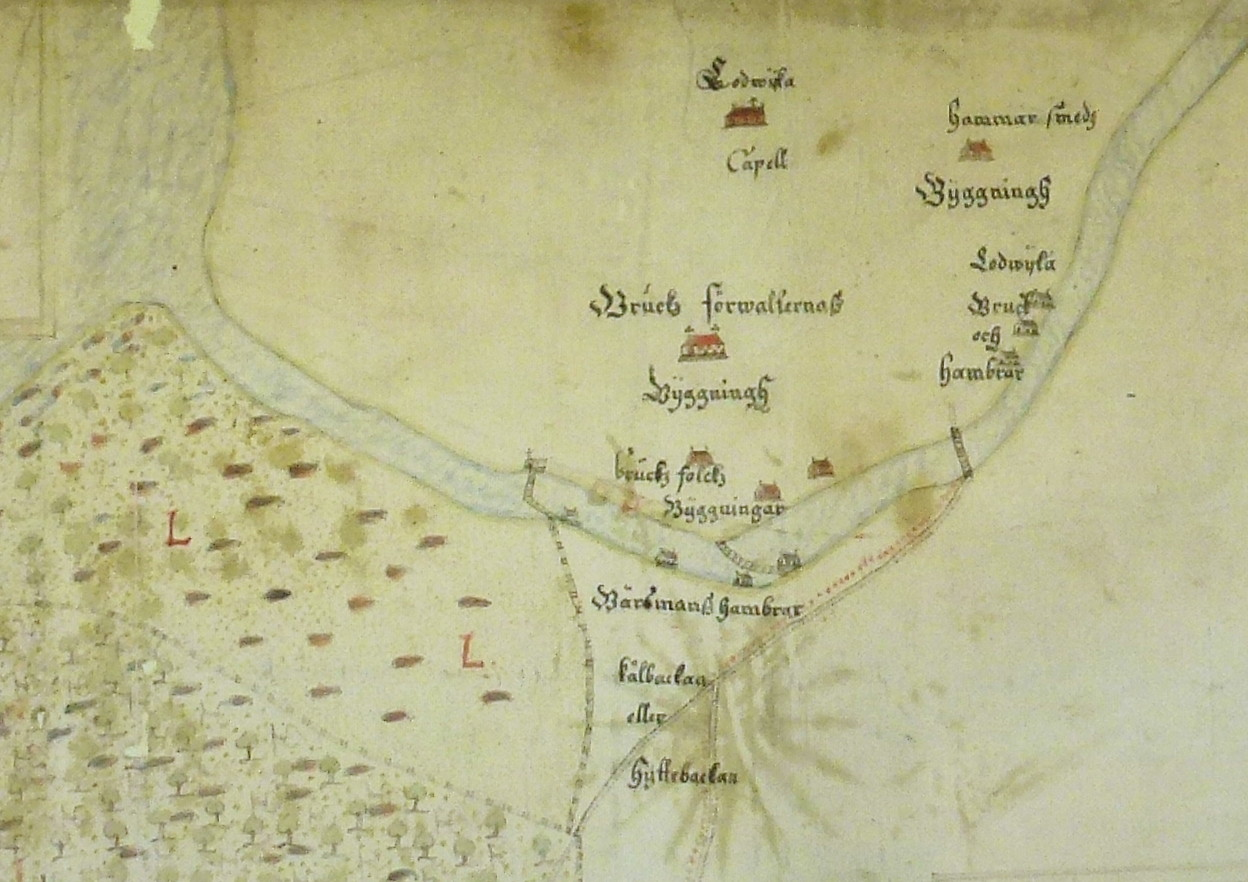
"Lodwijka capell", karta från 1661.

Ludvika kapell (Lodwijka capell) var den första kyrkan som byggdes i Ludvika. Kapellet restes år 1652 på bruksområdet Hammarbacken och ersattes 1752 av Ludvika Ulrika kyrka som uppfördes längre söderut. Platsen kallas än idag Kapellhagen.

## Historik

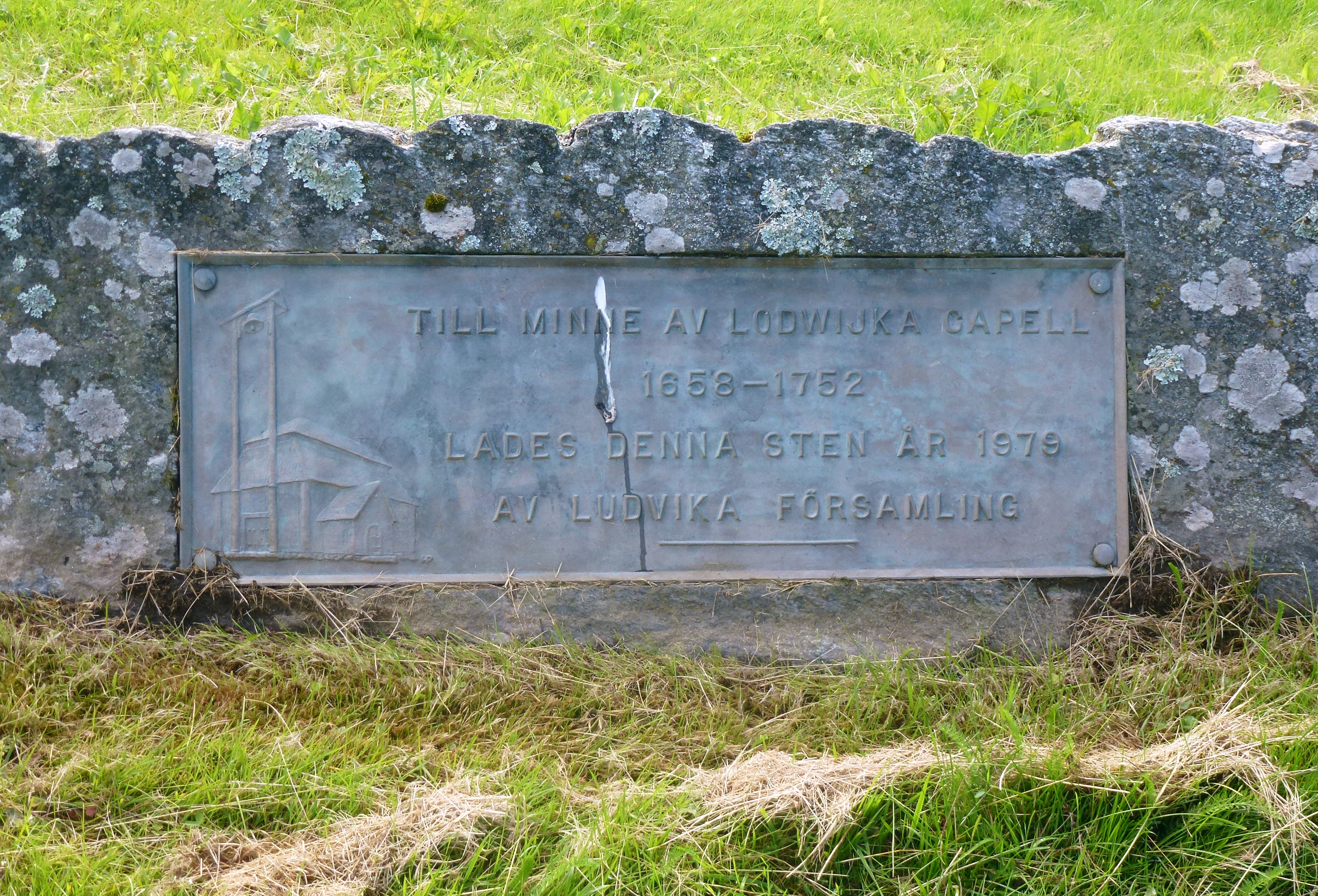
Minnestavla.

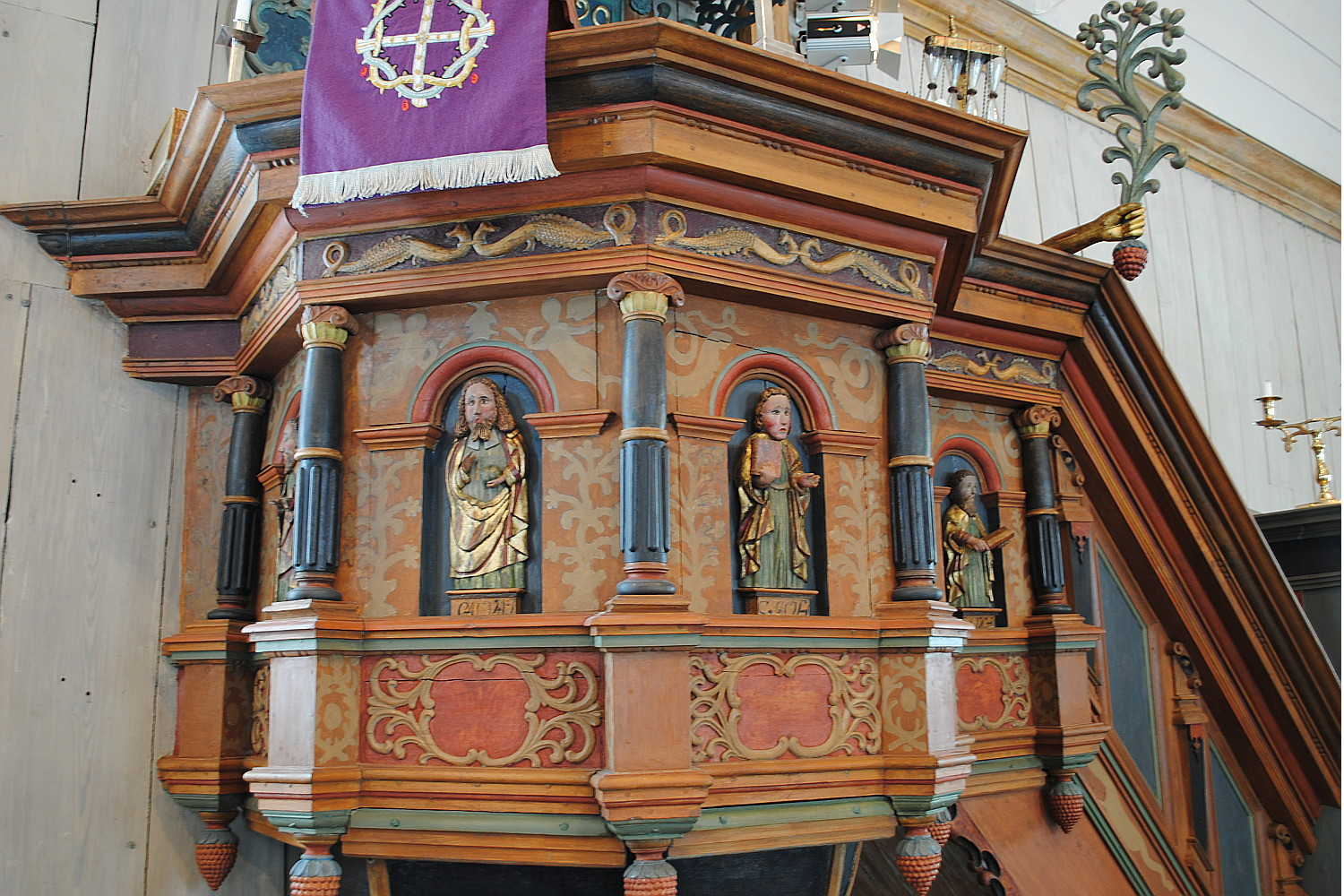
Predikstolen (idag i Mockfjärds kyrka).

Bruksverksamhet vid Ludvika ström inleddes vid mitten av 1500-talet då Ludvika bruk anlades, som var  Sveriges första kronobruk. Strax norr om Ludvika ström och brukets förvaltningsbyggnad (senare Ludvika herrgård) byggdes 1652 (enligt vissa källor 1658) ett kapell som var samhällets första kyrkobyggnad. Kapellet var uppfört av timmer och brädfodrat under spåntak. Det ombyggdes och förbättrades på 1690-talet. 
Cirka hundra år efter sin invigning övergavs den nedslitna byggnaden och nuvarande kyrka invigdes 1752. Den nya kyrkan uppfördes söder om Ludvika ström. Tomten var donerad av Carl Gustaf Cedercreutz som drev Ludvika bruk, och kyrkobyggnaden placerades mitt emot och i axel med bruksherrgården. 
På platsen för det ursprungliga kapellet finns sedan 1979 en minnessten med en minnestavla med texten ”Till minnet av Lodwijka Capell 1658-1752 lades denna sten år 1979 av Ludvika församling.” Predikstolen från Ludvika kapell finns kvar i Mockfjärds kyrka.